# Matthew Quintal
Matthew Quintal (* 3. März 1766 in Padstow; † 1799 auf Pitcairn) war ein cornischer Seemann auf dem britischen Handelsschiff Bounty, der nach seiner Beteiligung an der auf ihr begangenen Meuterei zu einem der ersten Siedler auf der Insel Pitcairn und ein Stammvater ihrer Bewohner wurde.

## Leben

### Auf der Bounty

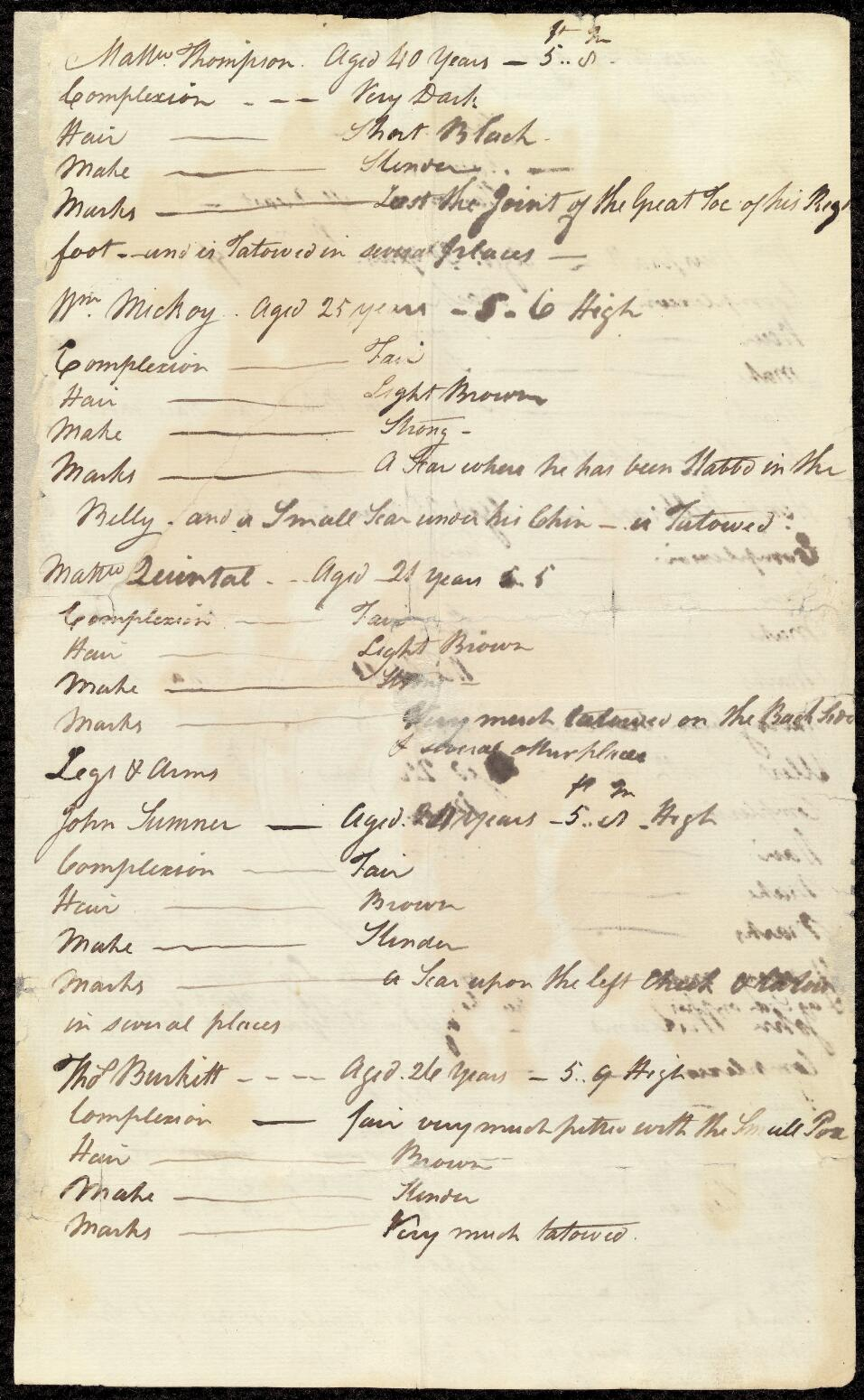
Eine Seite aus Blighs persönlichem Notizbuch mit seiner Beschreibung von Matthew Thompson, William McCoy, Matthew Quintal, John Sumner und Thomas Burkett. National Library of Australia.

Matthew Quintal wurde als Sohn von Arthur und Sarah Quintrell getauft. In Dokumenten jener Zeit weist die Schreibweise seines Familiennamens eine nicht unübliche Inkonsistenz auf, die besonders bei Personen niederen sozialen Standes häufig vorkam. Zur Seefahrt kam er in Plymouth als Gehilfe seines Onkels, eines Kanoniers auf der HMS Nymph, anschließend diente er auf der Burford und danach auf der Triumph, auf der er William McCoy kennen lernte.
Beide schrieben sich am 28. November 1787 als Vollmatrosen (Able Seaman) und ohne Angabe zum Alter und Herkunft in die Musterungsrolle der Bounty unter Lt. William Bligh ein, als diese gerade im Spithead vor Portsmouth ankerte. Deren Mission, die Brotfrucht von Tahiti nach Jamaika zu transportieren, begann hier am 23. Dezember 1787. Auf der Fahrt wurde Quintal am Nachmittag den 10. März 1788 von Bligh mit der Strafe der Auspeitschung zu vierundzwanzig Hieben wegen ungebührlichen und aufrührerischen Verhaltens belegt. Er war damit der erste von zehn Seemännern, an dem auf dieser Fahrt diese Form der körperlichen Bestrafung angewendet wurde. Im Logbuch notierte Bligh seine Enttäuschung darüber, dass seine Hoffnung, die Reise ohne Anwendung dieser Bestrafung vollenden zu können, damit zerstört wurde. Die nächsten Monate fiel Quintal nicht weiter auf, bis er am 26. April 1788 mit dem Steuermann John Fryer und dessen Maat (Acting Lieutenant) Fletcher Christian auf „Annamooka“ (Nomuka) anlandete, um bei dem dortigen Einheimischen Vorrat und Holz zu erwerben. Dabei rettete er Fryer das Leben, indem er auf einen Einheimischen aufmerksam machte, der ihm Begriff war den Steuermann aus dem Hinterhalt heraus mit einer Keule zu erschlagen.
Zwei Tage später, in den Morgenstunden des 28. April 1788, gehörte Quintal der von Christian geführten dritten Deckwache an. Seinen Posten verlassend folgte er diesem kurz nach fünf Uhr unter Deck, nur um wenige Minuten später mit Charles Churchill, Thomas Burkett, John Sumner, Isaac Martin, Henry Hillbrant, Alexander Smith und McCoy wieder an Deck zu erscheinen, nun bewaffnet mit Entermessern. In nahezu allen späteren Zeugenaussagen wird Quintal als bewaffneter und einer der aktivsten Meuterer beschrieben. Er folgte Christian, Churchill, Burkitt, Alex. Smith und Sumner wieder unter Deck in die Offiziersquartiere achtern, wo sie sich mit Musketen und Pistolen bewaffneten. Mit Sumner übernahm er danach die Festsetzung des Steuermanns Fryer in dessen Kabine, während die anderen Bligh in seiner Kabine gefangen nahmen. Zeitgleich verkündete er die Übernahme des Schiffs durch Christian, worauf der in seinen Kojen befindliche Rest der Besatzung von den Vorgängen alarmiert wurde. Nachdem Fryer von Christian an Deck befohlen wurde, kehrten auch Quintal und Sumner dorthin zurück, den Gefangenen mit einem Strick um den Hals gebunden führend. Als Fryer hier versuchte mit dem gefesselten Bligh eine Rückeroberung des Schiffs zu kommunizieren und deswegen von Christian wieder unter Deck befohlen wurde, eskortierten Quintal und Sumner ihn wieder in seine Kabine. Hier übergab er seinen Posten an John Millward. Zurück an Deck fiel Quintal mit Engagement in der Schiffsübernahme und aggressiver Sprache gegenüber Bligh auf. Mit Churchill überwachte er das Abfieren der Barkasse, wobei er den wankelmütigen Martin mit vorgehaltener Pistole zur Rückkehr an Deck zwang. Dem Bootsmann William Cole verweigerte er die Mitnahme des Schiffskompasses und dem Zimmermann William Purcell die einiger seiner Werkzeuge, weil er diesen für fähig hielt, auf einer der Pazifikinseln binnen weniger Monate ein neues Schiff bauen zu können. Zugleich beteiligte er sich beim erzwungenen Bemannen der Barkasse mit loyal gebliebenen Seemännern. Von Bligh wurde er in dessen Auflistung der Meuterer folgend beschrieben: Matthew Quintal, 21 Jahre alt, etwa 5 Fuß und 5 Zoll hoch, heller Teint, hellbraune Haare, kräftig gebaut, sehr stark auf dem Rücken und mehreren anderen Stellen tätowiert.
Nach der Erzählung von James Morrison soll Quintal als erster von Christian in dessen Plan zur Schiffübernahme eingeweiht worden sein. Er selbst habe danach Churchill über die Absichten informiert.
Während des Siedlungsversuchs der Meuterer auf Tubuai fielen Quintal und Sumner mit einer Insubordination gegenüber Christian auf, als sie am 10. Juli 1789 ohne dessen ausdrückliches Einverständnis an Land gingen und erst am nächsten Morgen auf das Schiff zurückkehrten. Mit einer Hand an der Pistole soll Quintal bemerkt haben, dass er nun keinen Befehlshaber (Master) mehr über sich habe. Christian ließ beide für eine Nacht in Ketten legen. Nach dem Scheitern des Siedlungsversuchs und der Rückkehr nach Tahiti am 22. September 1789 ist Quintal als einer von neun Meuterern auf der Bounty verblieben, die am Abend desselben Tages die sechzehn anderen Seemänner zurücklassend wieder in See ging. Nach einer viermonatigen Fahrt erreichte das Schiff im späten Januar 1790 die Insel Pitcairn, wo die neun Meuterer mit ihren tahitianischen Begleitern von Bord gingen. Quintal legte das Feuer, welches die Bounty am 23. Januar 1790 an ihrer Landungsstelle (Bounty Bay) zum Sinken brachte.

### Auf Pitcairn
Quintal wurde nach Pitcairn von seiner tahitianischen Gefährtin Tevarua begleitet, die ihm in den kommenden Jahren fünf Kinder gebar. Doch mit seinem Freund McCoy soll er besonders gegenüber den in Begleitung der Meuterer mitgereisten tahitianischen Männern mit einer aggressiven und geringschätzigen Einstellung aufgetreten sein, die ihren Anteil an dem schon bald einsetzenden Konflikt zwischen den Meuterern und den Tahitianern beitrug. Bei deren zweiten Erhebung am 20. September 1793 ist er mit McCoy in die Berge geflohen, während fünf Kameraden getötet und zwei weitere (Young und Smith) in Gefangenschaft fielen. Einer Aufforderung der Frauen, in die Siedlung zurückzukehren um die zwei nach den Kämpfen zurückgebliebenen Thaitianer zu töten, kamen sie nicht nach. Erst nachdem diese am 3. Oktober 1793 von einer der Frauen und Young getötet wurden, kehrten sie zurück.
In den folgenden Jahren wurden die Frauen das Ziel von Quintals und McCoys Aggressionen. Diese verschärften sich, als beide nach der erfolgreichen Destillation von Taro-Schnaps in den Alkoholismus verfielen. Nachdem sich McCoy im Delirium in den Tod gestürzt hatte, wurde Quintals Auftreten unberechenbar. 1799 stürzte seine Gefährtin von den Klippen in den Tod, es wurde Selbstmord gemutmaßt. Obwohl er darauf eine weitere Gefährtin nahm, Teraura (alias „Susannah“), die ihm einen weiteren Sohn gebar, verlor er alle Hemmungen. Nachdem er mit dem Mord an seinen zwei verbliebenen Kameraden und den Kindern von Christian gedroht hatte, entschlossen sich Young und Smith zu einem Akt der Prävention, indem Smith (John Adams) dem schlafenden Quintal mit einer Axt den Schädel einschlug.
Durch seine Nachkommen ist Quintal ein Stammvater der Bewohner von Pitcairn und Norfolk Island geworden. Die Geburtsdaten seiner ersten drei Kinder waren in einem unbeschriebenen Buch (Kladde) verzeichnet, das einst Bligh gehört hatte und über den amerikanischen Walfänger Sultan 1819 nach Massachusetts gelangte, wo es von dem Journalist Samuel Topliff eingesehen wurde. Offenbar hatte sich der Meuterer an einer Art Familienchronik versucht. Sein jüngster Sohn wurde 1838 zum ersten Magistrat der Pitcairninseln gewählt. Der Familienname Quintal ist auf Pitcairn heute nicht mehr vertreten, da kein Quintal nach dem Bevölkerungstransfer nach Norfolk 1856 hierher zurückgekehrt ist.
Die Kinder von Matthew Quintal waren:
1. Matthew Quintal jr. (* 20. Juni 1791 auf Pitcairn, † 1814 auf Pitcairn); ⚭ mit Elizabeth Mills (* ~1791–92 auf Pitcairn, † 6. November 1883 auf Pitcairn).
2. John Quintal (* 1. Februar 1793 auf Pitcairn, † März 1793 auf Pitcairn).
3. Sarah Quintal (* 25. November 1794 auf Pitcairn, † 27. November 1851 auf Pitcairn); 1. ⚭ mit Daniel McCoy (* ~1791–92 auf Pitcairn, † 26. Dezember 1832 auf Pitcairn); 2. ⚭ mit George Adams (* 1804 auf Pitcairn, † 29. Oktober 1873 auf Norfolk).
4. Arthur Quintal (* 1794–99 auf Pitcairn, † 19. November 1873 auf Norfolk); 1. ⚭ mit Catherine McCoy (* 1800 auf Pitcairn, † 8. Juni 1831 auf Tahiti); 2. ⚭ mit Mary Christian (* 1819 auf Pitcairn, † 25. April 1843 auf Pitcairn).
5. Jane Quintal (* ~1794–99 auf Pitcairn, † nach 1829 auf Rurutu).
6. Edward Quintal (* 1800 auf Pitcairn, † 8. September 1841 auf Pitcairn); ⚭ mit Dinah Adams (* ~1794–99 auf Pitcairn, † 18. Januar 1864 auf Norfolk).

## Fiktionale Darstellung
- Meuterei auf der Bounty (1935), dargestellt von Byron Russell
- Meuterei auf der Bounty (1962), dargestellt von Percy Herbert
- Die Bounty (1984), dargestellt von Neil Morrissey

## Überlieferungen

### Erzählungen
- Teehuteatuaenoa („Jenny’s Account I“) nach einem anonymen Autor – Sydney Gazette and New South Wales Advertiser, 17. Juli 1819.
- Teehuteatuaenoa („Jenny’s Account II“) nach Henry Nott – Bengal Hurkaru, 2. Oktober 1826 & United Service Journal and Naval and Military Magazine (1829), Part II, S. 589–593.

### Erlebnisberichte
- Frederick William Beechey, Narrative of a Voyage to the Pacific and Beering’s Strait. London 1831.
- William Bligh, A voyage to the South sea, undertaken by command of His Majesty, for the purpose of conveying the bread-fruit tree to the West Indies, in His Majesty’s ship the Bounty, commanded by Lieutenant William Bligh. London 1792.
- John Buffett, A Narrative of 20 years’ Residence on Pitcairn’s Island. In: The Friend, Vol. IV (1846), S. 2–3, 20–21, 27–28, 34–35, 50–51, 66–68.
- James Morrison, Mutiny and Aftermath: James Morrison’s Account of the Mutiny on the Bounty and the Island of Tahiti. Hrsg. von Vanessa Smith, Nicholas Thomas. University of Hawaiʻi Press 2013.
- Samuel Topliff (nach Reynolds und Downes), Pitcairn Island. In: The Salem Gazette (1821, 16. Januar), S. 2.